# Lola Cordón
Lola Cordón (Vitoria, 1936-Jávea, Alicante, 15 de noviembre de 2024) fue una actriz española.

## Biografía
Nació en Vitoria en 1936.  A los seis años comenzó su afición por los escenarios, cuando comenzó a acompañar con regularidad a sus padres al teatro. Durante su juventud se trasladó a Valencia donde estudió en el Teatro Universitario. Posteriormente, ya en Madrid, trabajó en una productora que rodaba películas para los espectadores mexicanos en inglés; y en el Teatro Alcázar donde encontró trabajo gracias a José María Morera. En esos años trabajó con diversos autores teatrales como: Mario Gas, Angélica Liddell. Alfredo Sanzol.
En los años setenta intervino en diversas series de Televisión Española, dirigidas por Pilar Miró. Y tiempo después, continuó trabajando en otras series como: Amar en tiempos revueltos, El comisario, Cuéntame cómo pasó, Hospital Central, El Internado y Querido maestro.Además de intervenir fugazmente en algunos capítulos de: Águila Roja, Aída, Aquí no hay quien viva, Desaparecidos, Estamos okupa2, Los hombres de Paco y Señoras del (h)AMPA.
Y en el cine, desempeñó papales secundarios en diversas películas, entre las que destacan: Gary Cooper que estás en los cielos (1980) y Werther (1986) bajo la dirección de Pilar Miró; Fuga de cerebros (2009) con Fernando González Molina, Amigos (2011) con Marcos Cabotá y Borja Manso; Diecisiete (2019) con Daniel Sánchez Arévalo o Un efecto óptico (2020) con Juan Cavestany.
Falleció en la localidad alicantina de Jávea, a los 88 años, una semana después de haber estrenado su última película Verano en diciembre.

## Filmografía

### Largometrajes
- Verano en diciembre (2024)
- Un efecto óptico (2020)
- Diecisiete  (2019)
- Amigos... (2011)
- Fuga de cerebros (2009)
- Últimas vacaciones (2001)
- Werther (1986)
- Pestañas postizas (1982)
- Gary Cooper, que estás en los cielos (1980)
- El caso del señor vestido de violeta (telefilme; 1969)
- Las salvajes en Puente San Gil (1966)

### Cortometrajes
- Pequeños (2016)
- 8 (2011)
- Péplum (2008)
- La plaza (1976)

### Series de TV
- Desaparecidos (2022)
- Señoras del (h)AMPA (2020)
- Retorno a Lilifor (2015)
- Cuéntame un cuento (2014)
- Libres (2013)
- Stamos okupa2 (2012)
- Mad Dogs (2012)
- Aída (2012)
- El internado (2010)
- Águila Roja (2010)
- Valientes (2010)
- De repente, los Gómez (2010)
- Hospital Central (2003-2009)
- Cuestión de sexo (2009)
- Cuéntame cómo pasó (2003-2008)
- Maitena: Estados alterados (2008-2010)
- El comisario (1999-2008)
- Amar es para siempre (2006-2007)
- Con dos tacones (2006)
- Aquí no hay quien viva (2005)
- Los hombres de Paco (2005)
- Un paso adelante (2005)
- El inquilino (2004)
- Periodistas (2001)
- Manos a la obra (2001)
- Tío Willy (1999)
- Querido maestro (1997-1998)
- La virtud del asesino (1998)
- Carmen y familia (1996)
- Turno de oficio: 10 años después (1996)
- Estudio 1 (1969-1979)
- Los libros (1974-1977)
- Novela (1967-1973)
- Obra completa (1971)
- La risa española (1969)
- Teatro de siempre (1966)